# Planalto da Serra
Planalto da Serra est une municipalité brésilienne située dans l'État du Mato Grosso.